# Yarkhill
Yarkhill est une paroisse civile et un village du Herefordshire, en Angleterre.